# 汉德·巴拉登
巴拉登（土耳其語：Hande Baladın，1997年9月1日—），土耳其女子排球運動員，司職主攻手。現時效力於土超豪門球隊費內巴切女排俱樂部。
巴拉登在2015年開始成為土耳其國家女子排球隊一員。她代表土耳其在出戰2018年世界女排聯賽奪得銀牌。

## 獎項

### 俱樂部
- 2016年世界女排俱樂部錦標賽： - 金牌（伊薩奇巴希女排俱樂部）

### 國家隊
- 2017年歐洲女子排球錦標賽： - 銅牌
- 2018年世界女排聯賽： - 銀牌
- 2018年瑞士女排精英賽： - 銅牌
- 2019年歐洲女子排球錦標賽： - 銀牌
- 2021年歐洲女子排球錦標賽： - 銅牌